# The Legend of Korra mùa 4
Quyển 4: Cân bằng là mùa thứ tư và cũng là mùa cuối cùng của loạt phim hoạt hình Mỹ The Legend of Korra. Mùa này gồm 13 tập, được phát hành trực tuyến từ ngày 3 tháng 10 đến ngày 19 tháng 12 năm 2014 trên trang web Nick.com.

## Tổng quan
Ba năm sau các sự kiện của phần 3, Korra đang trong quá trình hồi phục cả thể chất lẫn tinh thần sau trận chiến với Zaheer. Trong thời gian đó, thế giới tiếp tục thay đổi khi Kuvira – một cựu sĩ quan của Thổ quốc – tự xưng là "Đại Thống Lĩnh" và tiến hành chinh phục các vùng lãnh thổ để lập ra một chế độ độc tài.
Korra trở lại để đối mặt với Kuvira, người đang sử dụng công nghệ tối tân và một đạo quân kim loại để kiểm soát đất nước. Mùa phim tập trung vào hành trình cá nhân của Korra trong việc lấy lại niềm tin vào bản thân và vai trò của Avatar trong một thế giới hiện đại đang thay đổi. Đồng thời, các nhân vật phụ như Asami, Mako, Bolin, và Tenzin cũng có sự phát triển đáng kể.

## Diễn viên lồng tiếng chính
- Janet Varney trong vai Korra
- David Faustino trong vai Mako
- P.J. Byrne trong vai Bolin
- Seychelle Gabriel trong vai Asami Sato
- J.K. Simmons trong vai Tenzin
- Mindy Sterling trong vai Lin Beifong
- Zelda Williams trong vai Kuvira
- Alyson Stoner trong vai Opal
- Todd Haberkorn trong vai Baatar Jr.

## Đón nhận
Phần 4 được giới phê bình đánh giá cao nhờ chiều sâu tâm lý của nhân vật chính, đặc biệt là sự tái hiện chấn thương hậu chiến và quá trình tự chữa lành của Korra. Mối quan hệ dần phát triển giữa Korra và Asami cũng được đón nhận tích cực, đánh dấu một bước tiến trong đại diện LGBTQ+ trong hoạt hình phương Tây. Phần kết mở ra với hình ảnh Korra và Asami cùng bước vào Linh giới đã tạo tiếng vang lớn trong cộng đồng người hâm mộ.

## Phát hành
Khác với ba mùa trước, toàn bộ mùa 4 được phát hành trực tuyến trên Nick.com do lượng người xem truyền hình sụt giảm. Sau đó, mùa phim được phát hành đầy đủ trên DVD và Blu-ray.